# Hernhutter (biscoito)

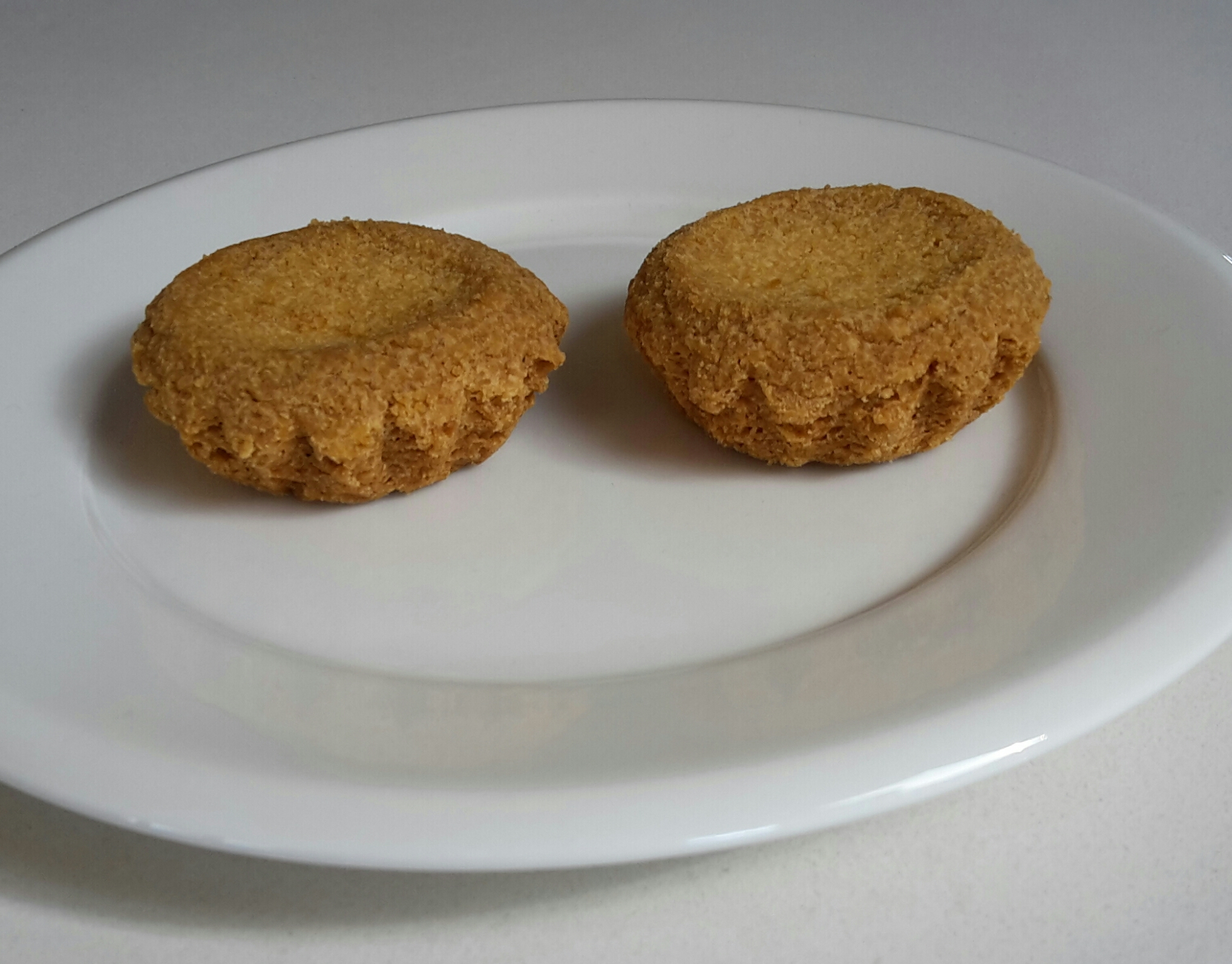
Hernhutters

Hernhutter é um tipo de biscoito grosso, feito de pâte sablée, típico dos Países Baixos.  A receita é uma especialidade de Zeist, na província de Utrecht.
O hernhutter é uma bolacha doce assada em pequenas formas serrilhadas, feita de manteiga, farinha e açúcar refinado.
Seu nome vem da Igreja dos Irmãos Morávios, cujo nome em alemão é Herrnhuter Brüdergemeine. Eles se estabeleceram em 1746 no terreno adjacente ao Castelo de Zeist, onde a Igreja se encontra até o presente dia. Os membros que se instalaram originalmente em Zeist eram provenientes da da vila saxônica de Hernhut, cujo nome também é derivado do nome alemão da Irmandade.
A comunidade estabelecida em Zeist era largamente autossuficiente. Muitos frades viviam de seus próprios trabalhos manuais, incluindo como padeiros em uma padaria, a qual também administravam; entre eles, muitos eram especializados em confeitaria. Além de pães cotidianos e ritualísticos, sobremesas finas também eram feitas, de acordo com receitas trazidas de sua terra natal, e as vendas das iguarias eram realizadas não só dentro de Zeist, mas em outros municípios da região. A padaria foi comandada pela Igreja dos Irmãos Morávios entre 1749 a 1962, e existe hoje em dia sob uma administração já não mais filiada à Igreja.
O confeiteiro e frade Ludwig Traugott Wünsche foi um dos maiores disseminadores dos hernhutters. Em 1850, ele abriu sua padaria e confeitaria e em 1902, a padaria foi adquirida pelo cozinheiro e padeiro George Figi. O local anteriormente ocupado pela padaria transformou-se em um hotel, de nome Hotel Theater Figi.